# 佐久間友理
佐久間 友理（さくま ゆり、5月23日 - ）は、日本の女優、声優、歌手。東京都出身。プロダクション・エース所属。

## 略歴
ディズニー作品に関わりたいことから声優を目指した。
12年間女子校育ちの音楽大学声楽科卒。第8回AMG MUSIC DEBUT CONTESTグランプリ。

## 人物
趣味は筋トレ、動物とのふれあい、コーヒーを味わうこと。特技は歌唱（特にミュージカル歌唱、クラシック歌唱）、長距離走。資格は財界人書道協会漢字楷書1級、硬筆ペン2級、漢字能力検定3級、実用フランス語技能検定4級、サウナスパ健康アドバイザー。
幼い頃から動物に囲まれて暮らしており、友人からは「佐久間動物園」と呼ばれていた。2022年現在、シーズーを飼っており、「ミニモンスター」と呼んで可愛がっている。

## 出演

### テレビアニメ
- カッコウの許嫁（2022年、観光客A[初出 1]）
- 宇崎ちゃんは遊びたい!ω（2022年[初出 2]）
- 神達に拾われた男2（2023年、フィリー[初出 3]）
- ビックリメン（2023年、客A[初出 4]）
- 最凶の支援職【話術士】である俺は世界最強クランを従える（2024年、村長の妻[初出 3]）
- 謎解きはディナーのあとで（2025年、沢村有里[初出 5]）
- ブスに花束を。（2025年、五反田京子[初出 1]）

### ゲーム
- TAPSONIC TOP -タップソニック トップ- 新作音ゲー（2017年、レナ）
- ジャストコーズ4
- アサシン クリード オデッセイ（ニーマ）
- サクラ革命 〜華咲く乙女たち〜（2020年、長門なつみ）
- エルダー・スクロールズ・オンライン 日本語版（フィービ・ペロナード）
- 月ウサギのそだてかた（ゲーム主題歌『黎明の影』）
- ウマ娘 プリティーダービー

### 吹き替え

#### 映画
- 最後の決闘裁判（マリー〈タルーラ・ハドン〉）
- 社会から虐げられた女たち
- スピリテッド（マーゴ）
- ゾンビーズ2
- ファイブ・フィート・アパート（アビー〈ソフィア・バーナード〉）
- フローラとユリシーズ
- 僕の巡査

#### ドラマ
- アウトサイダー
- アンブレラ・アカデミー（スローン〈ジェネシス・ロドリゲス〉）
- NCIS:ニューオーリンズ ファイナル・シーズン
- コブラ会（ヤスミン〈アナリサ・コクラン〉）
- サーヴァント ターナー家の子守
- シュミガドーン!（ナンシー）
- 私立探偵マグナム（ジーニー）
- ソウルメイト（ヘザー）
- 人間レッスン（ギュリ〈パク・ジュヒョン〉）
- ファインド・ミー 〜パリでタイムトラベル〜（アレクサ "レックス" ドーン）
- 未成年裁判
- リヴィエラ〜隠された真実〜（ナディア）
- レギオン（スウィッチ〈ローレン・サイ〉）
- LAW&ORDER

#### テレビ番組
- ジェフ・ゴールドブラムの世界探求
- シットコム大運動会（アシュリー・ガルシア〈ポーリーナ・チャベス〉）
- ディズニー・アニマルキングダムの魔法（飼育員(#1)、レイン(#2)、シャナ(#3)、メル(#4,6)、クリステン(#5)、コロブス飼育員(#7)、ケルシー(#8)）
- 捜査官カタリーナ・フス(#5)

#### アニメ
- アニマルクラッカー 〜まほうのサーカス〜（ゾイ〈エミリー・ブラント〉）
- アバローのプリンセス エレナ（プリンセスレベッカ）
- キティ・キャッツ（タブス
- ケンタウロスワールド[5]（グレンデール〈メーガン・ニコール・ドング〉、ライダー〈ジェシー・ミューラー〉）
- セントラル・パーク（アビー〈クリスティン・ベル〉）
- ヒックとドラゴン 受け継ぐ者たち（ナッフィンク）
- ひらめき!ユリーカ（ボグ）
- フェイフェイと月の冒険（チャンウー〈フィリッパ・スー〉）
- Helpsters 〜お助けモンスターズ〜
- ライオン・ガード（ユキ）
- バッグス・バニー ビルダーズ（ポーリーン・ペンギン）
- ロングのゆかいなレストラン

### テレビ番組
- 全力坂（2018年、テレビ朝日）

### CM
- プチシルマ(CMソングコーラス)
- ホーユー白髪ケア学園校歌「アゲージョ宣言」(CMソングコーラス)
- マンナンライフララクラッシュ(CMソングコーラス)

### 舞台
- 江古田のガールズ主催 「極楽」（シンガー/高田美樹）
- 芸大ミュージカルエクスプレス主催
- ミュージカル「HOW TO SUCCEED」（ヒロイン/ローズマリー）

### 合唱出演
- 2014年11月 日本フィルハーモニー交響楽団『第363回名曲コンサート』
- 2014年12月 日本フィルハーモニー交響楽団『第9交響曲特別演奏会2014』
- 2015年4月 小林研一郎＆読売日本交響楽団『MAHLER復活』

### ラジオ番組
- 山口勝平のドラマティックRADIO！#10

### YouTube
- AT-X「ウチの夏フェス+2019」フレッシュ夏フェス隊
- 別冊マーガレット公式チャンネル

「春と恋と君のこと」「ひなたのブルー」
- ぱかチューブっ! 「栄養戦士キャロットマン ～ラードロン襲来！フケンコー食が世界を覆う！？～」（キャロットマンの声）

### その他コンテンツ
- 東京ミステリーサーカス(広告モデル)
- 参加型声優応援シミュレーション「アニ☆ゆめ project」
- トキワ荘通り昭和レトロ館-豊島区立昭和歴史文化記念館-（館内解説ナレーション）
- REALITY（ゴージャスフレームイベント第1位/プロテイン1kgイベント第2位入賞）

### 初出話一覧
1. 1 2  第7話初出
2. ↑  第3話初出
3. 1 2  第4話初出
4. ↑  第9話初出
5. ↑  第11話初出